# Polder de Hammen
De Polder de Hammen is een voormalig waterschap in de Nederlandse provincie Groningen.
Van de polder is niet meer bekend dan dat het genoemd wordt in Beschrijving molenpolders Westerkwartier en dat het ten zuidwesten van de Kleine Oostwolderpolder lag.
Waterstaatkundig gezien ligt het gebied sinds 1995 binnen dat van het waterschap Noorderzijlvest.